# Virginia Verrill
Virginia Verrill (California, Estados Unidos, noviembre de 1916-Carolina del Norte, 18 de enero de 1999) fue una cantante estadounidense que trabajo principalmente con big bands.
En el cine es especialmente recordada su interpretación de la canción Did I remember? para la película Suzy de 1936, canción que estuvo nominada al premio Óscar a la mejor canción original de dicho año, y que finalmente le fue otorgada a The Way You Look Tonight que cantaba Fred Astaire en la película Swing Time.